# Área metropolitana de Girardot
El Área metropolitana de Girardot es un área metropolitana de facto en el centro de la república de Colombia. Está basada en la conurbación de los municipios de Girardot, Flandes y Ricaurte, los cuales son administrativamente independientes y económicamente ligados a Cundinamarca y Tolima, departamentos a los cuales pertenecen. El principal centro económico de la región es Girardot y los demás municipios actúan en torno a esa economía. Con una población para el 2008 de 184.330 habitantes,[cita requerida] la región es un importante centro turístico de Colombia.

## Geografía

### Ubicación
La región se ubica entre los departamentos de Cundinamarca y Tolima, debido a que la zona de influencia es un municipio limítrofe.
Límites: 
- Norte: con los municipios cundinamarqueces de Chaguaní, Vianí, Bituima, Quipile, Cachipay, Tena, Zipacón y Bojacá.
- Oriente: con los municipios cundinamarqueces de Silvania, El Colegio y Tibacuy.
- Occidente: con el río Magdalena y la ciudad de Ibagué.
- Sur: con los municipios tolimenses de San Luis, Ortega, Coyaima, Purificación, Cunday e Icononzo.

### Clima
Al estar situado entre las cordilleras central y occidental en la región andina tiene un clima diverso. La zona más desarrollada ubicada al sur tiene un clima cálido seco que oscila entre 28 °C y 38 °C máximo, los cuales van disminuyendo a medida que se dirige hacia al norte alcanzando temperaturas desde 19 °C.

## Conformación del área metropolitana
La conurbación de los municipios de Girardot (Cundinamarca), Flandes (Tolima) y Ricaurte (Cundinamarca), en la región del Alto Magdalena de Colombia, se presenta como sucede en la gran mayoría de las conurbaciones de ciudades, en el cual los cascos urbanos de los municipios crecen a tal punto que sus hacen contacto físico con los municipios vecinos; si bien generalmente este tipo de conurbaciones no presenta continuidad en el trazado urbano, en el caso Girardot, Flandes y Ricaurte se presenta por la localización de los asentamientos como tal, por razones administrativas y por límites municipales bien definidos. Se presume que esta área también incluiría los municipios de El Espinal, Nilo, Agua de Dios, Nariño y Melgar.
Los límites que definen los municipios son elementos naturales de gran relevancia y que forman parte integral del paisaje urbano, por un lado el río Magdalena, que es una división administrativa a nivel departamental del Departamento de Cundinamarca y del Departamento de Tolima, y que sirve de frontera entre Flandes con Girardot y Ricaurte. Y por el otro lado esta el río Bogotá que define los límites entre Girardot y Ricaurte.
Al tener los tres municipios una evolución histórica paralela y sumando lo anterior (los límites contundentes), permitieron que existiera una verdadera unión urbana, en donde existe la continuidad del espacio, del paisaje, del trazado. Y en donde existe una verdadera interacción urbana ya que existe prestación de servicios públicos conjunta, igual que servicios hospitalarios, educativos e institucionales.

## Vías de acceso
El ingreso y egreso hacia y desde la ciudad de la región de Girardot se puede realizar a través de diferentes rutas de acceso.
- Primera: Terrestre; Vía Panamericana y rutas alternas Bogotá - Girardot.
- Segunda: Aérea; Aeropuerto Santiago Vila.
- Tercera: Fluvial; A través del río Magdalena.
- Cuarta: Vía férrea, aunque ahora se encuentra restringida a usos turísticos este tramo conectaba al Puerto de Girardot con Bogotá mediante el Tren de la Sabana el cual se interseca con el de Girardot en Facatativá.